# Arquitectura chalukya occidental

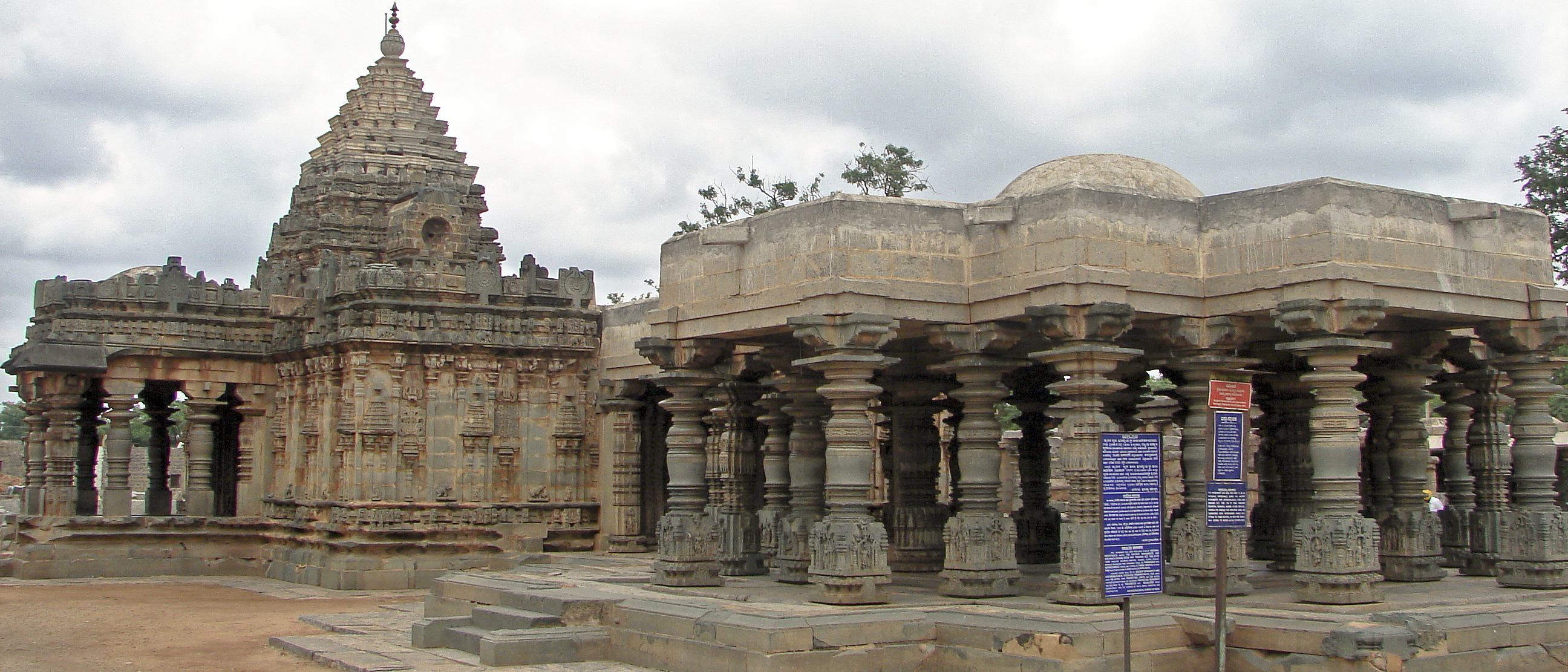
Templo Mahadeva en el distrito Koppal, ejemplo de articulación Dravida con una superestructura Nāgara.

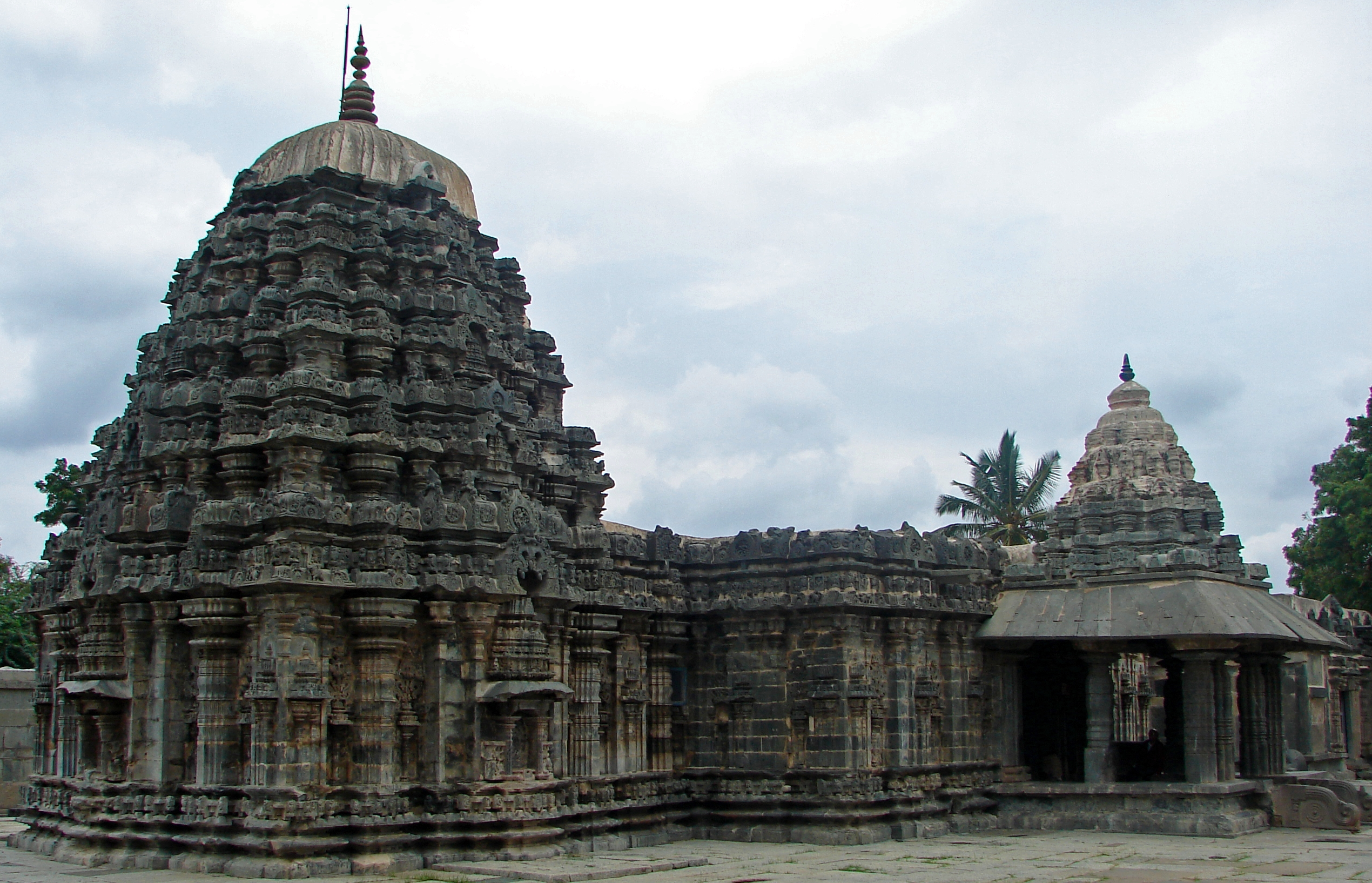
Templo de Amrtesvara en Annigeri que fue construido en el distrito de Dharwad con la articulación Dravida. Este fue el primer templo de esteatita.

Arquitectura chalukya occidental (Canarés: ಪಶ್ಚಿಮ ಚಾಲುಕ್ಯ ವಾಸ್ತುಶಿಲ್ಪ), también conocida como Chalukya Kalyani o arquitectura chalikya posterior, es el estilo característico de la arquitectura ornamentada que se desarrolló durante el gobierno del Imperio chalukya occidental en Tungabhadra, región central de Karnataka, India; durante los siglos XI y XII. 
Los más notables de muchos edificios que datan de este periodo son el templo Mahadeva de Itagi en el Distrito de Koppal, el templo Kasivisvesvara de Lakkundi en el Distrito de Gadag, el templo Mallikarjuna de Kuruvatti en el Distrito de Bellary y el templo Kallesvara de Bagali en el Distrito de Davanagere.

## Historia
La influencia política del Chalukya Occidental se encontraba en su punto máximo en la meseta de Decán en este periodo. El centro de la actividad cultural y la construcción de templos era la región de Tungabhadra, donde grandes talleres medievales construyeron numerosos monumentos. Estos monumentos, variantes regionales de los templos drávidas preexistentes al sur de la India definen la tradición Dravida Karnata. Los templos, de todos los tamaños, construidos por los arquitectos chalukyas durante esta época sigue siendo hoy día ejemplos de este estilo arquitectónico.
Los más notables de muchos de los edificios que datan de este periodo son:
- Templo Mahadeva de Itagi en el distrito Koppal
- Templo Kasivisvesvara de Lakkundi en el distrito Gadag
- Templo Mallikarjuna de Kurubati en el distrito Davangere
- Templo Kallesvara de Bagali en el distrito Davangere.

Otros monumentos notables por su artesanía incluyen: 
- Templo Siddhesvara de Haveri en el distrito Haveri
- Templo Amrtesvara de Annigeri en el distrito Dharwad
- Templo Sarasvati de Gadag en el distrito Gadag
- Templo Dudda Basappa de Dambal en el distrito Gadag.

Los monumentos sobrevivientes del Chalukya Occidental son los templos construidos para las tradiciones religiosas del Shivaísmo, Vishnuísmo y el Jainismo. Por su construcción de barro, ladrillo o madera, nada de la arquitectura militar, civil o cortesana ha sobrevivido; pues estas estructuras no soportaron las repetidas invasiones. El centro de esta evolución arquitectónica, fue la región que abarca el distrito Dharwad hoy en día; e incluía áreas de lo que hoy son los distritos de Haveri y Gadag. En estos distritos, se pueden apreciar cerca de cincuenta monumentos que han sobrevivido como evidencia de la construcción por los talleres de los chalukya occidentales. 
La influencia de este estilo se extendió más allá de la región Kalyani al noreste, de la región Bellary en el este y de la región Mysore al sur. En la región Bijapur-Belgaum al norte, el estilo se mezcló con la de los templos Hemadpanti. Aunque algunos templos chalukyas se pueden encontrar en la región de Konkan, probablemente la presencia de los Ghats Occidentales probablemente evitó la difusión hacia el oeste.

## Templos notables
El templo Mahadeva dedicado a Shiva es uno de los templos más grandes construidos por los chalukyas occidentales y quizás el más famoso. Las inscripciones lo aclaman como el «Emperador de los templos». Aquí el templo principal, está rodeado por trece santuarios menores. El templo tiene dos altares dedicados a Murthinarayana y Chandraleshwari, padres de Mahadeva, el comandante chalukya que consagró el templo en 1112. 
El templo Siddheshwara en el distrito Haveri tiene esculturas de deidades de múltiples credos. El templo pudo haber sido consagrado en primera instancia a Vaishnava, más tarde fue consagrado por los jainistas hasta convertirse luego en un templo de Shaiva. La sala en el templo contiene esculturas de Uma Mahesvara (Shiva con su consorte Uma), Vishnú y su consorte Lakshmi, Surya (el dios Sol), Naga-Nagini (la diosa serpiente) y los hijos de Shiva, Ganapati y Kartikeya. Shiva está representado con cuatro brazos sosteniendo sus atributos: el damaru (tambor), el aksamala (collar de cuentas), y la trishul (tridente) en sus brazos. Su brazo inferior izquierdo descansa sobre Uma, que está sentada en el regazo de Shiva, abrazándolo con su brazo derecho, mientras lo mira a la cara. La escultura de Uma esta ricamente decorada con guirnaldas, grandes pendientes y pelo rizado.
Algunos templos, desviándose de la norma; están dedicados a deidades distintas a Shiva o Vishnu. Estos incluyen el santuario de Surya en el templo Kasi Vishveshwara y un templo jain dedicado a Mahavira. El templo Taradevi, construido al estilo budista; el templo Mahamaya dedicado a una diosa tántrica y el Templo de Durga en Hirekerur.